# Albert Roig Antó
Albert Roig Antó   (Tortosa, 28 de desembre de 1959) és un poeta, assagista, dramaturg, traductor i professor de l'Institut del Teatre de Barcelona.
Va estudiar dos anys d'arquitectura, carrera que va deixar per estudiar filologia catalana.
Ha publicat els llibres de poemes Córrer la taronja, 1979-2001(2002), A l'encesa (2007), La tempesta (2011) i Els ulls de la gossa : poesia 1979-2019 (2021), entre d'altres. Ha escrit diversos llibres d'assaig: L'estiu de les paparres, El gos del poeta, Creació del poema, I pelava la taronja amb les dents (Ars amandi), Gos : vida de Rainer Maria Rilke i Posseït.
Ha traduït autors com ara W. B. Yeats, el poeta brasiler Manoel de Barros i la poetessa turca Bejan Matur. La seva col·laboració amb músics ha tingut com a resultat dos enregistraments: Flor d'escarabat, amb música de Carles Santos, i Salvatge cor, amb els músics Krishoo Monthieux i Marc Egea. Ha explorat els aspectes teatrals de la poesia mitjançant diverses performances per a teatre, entre altres Lleons al jardí, Verges i gossos,Salvatge cor, l'òpera Roses de gos, una versió dramatitzada de La mort i la primavera, de Mercè Rodoreda i Mata'm psicosi. Va dirigir la revista d'art i literatura T(D) .
L'any 2020 va rebre una de les Beques per a la creació literària de la Institució de les Lletres Catalanes pel projecte Os del vent.

## Premis
- Que no passa (Premi de Poesia Ausiàs March 1989)[13][14]
- Vedat (Premi Carles Riba de Poesia 1993)[15]
- La vestidora i el dol (Premi de Poesia Miquel de Palol 1998)[16]
- Cecília de Florejats (Premi de Narrativa Cristòfol Despuig 2006)[17]
- A l'encesa (VI Premi de Poesia Sant Cugat a la memòria de Gabriel Ferrater 2007)[18]
- La tempesta (Premi de Poesia Jocs Florals de Barcelona 2011)[19]